# 于寺石刻
于寺石刻，是位于中国山东省泰安市东平县东平街道于寺村的明代石刻，1985年入选东平县第一批文物保护单位。
于寺石刻是于寺村泰山行宫外东侧所留存的数个明清时期石刻，包括4通记载创建和修缮宫庙的碑刻、白佛山山腰处稍有人工改造的天然洞窟（内有壁画彩绘）和崖壁上“奶奶庙”楷书题刻等。